# عبد الله الشراري
عبد الله الشراري (مواليد 10 ديسمبر 2006) هو لاعب كرة قدم سعودي يلعب حالياً في نادي الجندل.